# Kisosaki
Kisosaki (japanska: 木曽岬町?, Kisosaki-chō) är en landskommun (köping) i Mie prefektur i Japan.  